# 런던 노동당
런던 노동당(영어: London Labour Party)은 런던의 정당이다. 현재 런던의 최대 정당으로 런던 보수당, 런던 녹색당, 런던 자유민주당이 있다.

## 같이 보기
- 런던 보수당
- 런던 자유민주당